# 하동 법성선원 선원제전집도서
하동 법성선원 선원제전집도서(河東 法成禪院 禪源諸詮集都序)는 대한민국 경상남도 하동군 옥종면 법성선원에 있는 선원제전집도서이다. 2019년 4월 18일 경상남도의 유형문화재 제645호로 지정되었다.

## 지정 사유
「선원제전집도서」는 중국 화엄종의 제5조인 규봉종밀(圭峯宗密)의 만년작으로서의 자신의 ｢선원제전집(禪源諸詮集)｣ 101권에 대하여 지은 서문이다.
｢선원제전집(禪源諸詮集)｣은 현재 전해지지 않으므로 ｢선원제전집도서(禪源諸詮集都序)｣를 통해 ｢선원제전집｣의 내용을 짐작할 수 있다.
하동 법성선원 소장본은 '1493년'이라는 명확한 간행 기록(刊記)이 있는 중요본이다.

## 참고 문헌
- 하동 법성선원 선원제전집도서 - 국가유산청 국가유산포털